# Die Jagd nach dem Glück
Die Jagd nach dem Glück è un film del 1930 scritto e diretto da Rochus Gliese. Fu il debutto sugli schermi per l'attrice teatrale Hilde Körber.

## Produzione
Il film fu prodotto dalla Comenius-Film GmbH e venne girato a Marsiglia. Le animazioni furono affidate a Berthold Bartosch e a Lotte Reiniger.

## Distribuzione
Distribuito dalla Deutscher Werkfilm GmbH, uscì nelle sale cinematografiche tedesche dopo essere stato presentato a Berlino il 27 maggio 1930. Negli Stati Uniti, prese il titolo The Pursuit of Happiness.